# Нибиола
Нибио̀ла (на италиански и на местен диалект: Nibbiola) е село и община в Северна Италия, провинция Новара, регион Пиемонт. Разположено е на 133 m надморска височина. Населението на общината е 781 души (към 2010 г.).